# Comuna Ghercești, Dolj
Ghercești este o comună în județul Dolj, Oltenia, România, formată din satele Gârlești, Ghercești (reședința), Luncșoru, Ungurenii Mici și Ungureni. Se învecinează cu județul Olt la nord, cu comuna Mischii la vest, cu municipiul Craiova la sud-vest, și cu comuna Pielești la sud și la est.

## Demografie
Componența etnică a comunei Ghercești
     Români (92,68%)
     Alte etnii (0,23%)
     Necunoscută (7,08%)
Componența confesională a comunei Ghercești
     Ortodocși (91,28%)
     Alte religii (1,27%)
     Necunoscută (7,46%)
Conform recensământului efectuat în 2021, populația comunei Ghercești se ridică la 2.132 de locuitori, în creștere față de recensământul anterior din 2011, când fuseseră înregistrați 1.690 de locuitori. Majoritatea locuitorilor sunt români (92,68%), iar pentru 7,08% nu se cunoaște apartenența etnică. Din punct de vedere confesional, majoritatea locuitorilor sunt ortodocși (91,28%), iar pentru 7,46% nu se cunoaște apartenența confesională.

## Politică și administrație
Comuna Ghercești este administrată de un primar și un consiliu local compus din 11 consilieri. Primarul, Nolică-Cornel Păpăroiu[*], de la Partidul Social Democrat, este în funcție din 2000. Începând cu alegerile locale din 2024, consiliul local are următoarea componență pe partide politice:
|  | Partid                    | Consilieri | Componența Consiliului | Componența Consiliului | Componența Consiliului | Componența Consiliului | Componența Consiliului | Componența Consiliului | Componența Consiliului | Componența Consiliului |
|  | ------------------------- | ---------- | ---------------------- | ---------------------- | ---------------------- | ---------------------- | ---------------------- | ---------------------- | ---------------------- | ---------------------- |
|  | Partidul Social Democrat  | 8          |                        |                        |                        |                        |                        |                        |                        |                        |
|  | Uniunea Salvați România   | 2          |                        |                        |                        |                        |                        |                        |                        |                        |
|  | Partidul Național Liberal | 1          |                        |                        |                        |                        |                        |                        |                        |                        |

## Personalități
- Ion Stănescu (1923 - 2010), general, om politic comunist
- Stan Adrian Florin  (2000-),

Fotbalist ,România U19 futsal 

## Legături externe
- Primăria site oficial Arhivat în 18 noiembrie 2019, la Wayback Machine.